# Araeopsylla martialis
Araeopsylla martialis är en loppart som först beskrevs av Rothschild 1903.  Araeopsylla martialis ingår i släktet Araeopsylla och familjen fladdermusloppor. Inga underarter finns listade i Catalogue of Life.